# الرونة (بني حشيش)

تعديل مصدري - تعديل

الرونة هي إحدى قرى عزلة الرونة بمديرية بني حشيش التابعة لمحافظة صنعاء، بلغ تعداد سكانها 2264 نسمة حسب تعداد اليمن لعام 2004.